# El crit (pel·lícula)
El crit (títol original: The Shout) és una pel·lícula britànica dirigida per Jerzy Skolimowski, estrenada el 1978. Ha estat doblada al català.

## Argument
En un partit de cricket que té lloc en una institució psiquiàtrica, l'escriptor Robert Graves coneix Charles Crossley, un estrany intern presentat com molt intel·ligent. Mentre són tots dos en una cabina comptant els punts del partit, Crossley comença a explicar la seva història. Gran caminador, afirma haver viatjat durant divuit anys a Austràlia on va aprendre màgia d'un bruixot aborigen i va rebre un poder terrible, el crit de terror que provoca una mort instantània.

## Repartiment
- Alan Bates: Charles Crossley
- Susannah York: Rachel Fielding
- John Hurt: Anthony Fielding
- Robert Stephens: El metge
- Tim Curry: Robert Graves
- Julian Hough: Vicar
- Carol Drinkwater: la dona
- John Rees: l'inspector
- Susan Wooldridge: Harriet
- Nick Stringer: Cobbler

## Al voltant de la pel·lícula
- El rodatge es va desenvolupar al comtat de Devon.
- En el seu estudi d'enregistrament, Fielding té moltes reproduccions d'obres del pintor britànic Francis Bacon.[3]

## Premis
- Gran Premi del Jurat al Festival de Cannes 1978.